# Ivana Cebáková
Ivana Cebáková est une joueuse volley-ball tchèque, née le 6 août 1986 à Brno. Elle mesure 1,78 m et joue au poste de réceptionneuse-attaquante. 

## Clubs
| Club                | De        | À         |
| ------------------- | --------- | --------- |
| VK Královo Pole     | 2002-2003 | 2005-2006 |
| American University | 2006-2007 | 2008-2009 |
| SVS Post Schwechat  | 2009-2010 | 2009-2010 |
| PVK Přerov          | 2010-2011 | 2010-2011 |
| SK Slavia Praha     | 2011-2012 | 2012-2013 |
| VK Královo Pole     | 2013-2014 | 2014-2015 |
| Volejbal Přerov     | 2015-2016 | …         |

## Palmarès
- Championnat d'Autriche
  - Vainqueur : 2010.